# Rachid Ghezzal
Rachid Ghezzal (arabisch رشيد غزال, DMG Rašīd Ġazzāl; * 9. Mai 1992 in Décines-Charpieu) ist ein französisch-algerischer Fußballspieler. Er war algerischer A-Nationalspieler.

## Leben
Ghezzal kam 1992 als Sohn von algerischstämmigen Eltern in der französischen Gemeinde Décines-Charpieu der Metropole Lyon, Lyoner Banlieue, zur Welt.
Er hat einen älteren Bruder namens Abdelkader Ghezzal, auch er spielte wie Ghezzal selbst für die Zweitmannschaft vom Olympique Lyon (Olympique Lyon B) und für die algerische A-Nationalmannschaft.

## Karriere
Ghezzal ist ein 1,82 m großer linksfüßiger Mittelfeldspieler, der primär sowohl im linken als auch im rechten äußeren Mittelfeld bzw. Flügelspiel agiert.

### Vereine

#### Anfänge in Frankreich
Ghezzal begann 1998 mit dem Vereinsfußball beim nahe gelegenen Verein FC Vaulx-en-Velin in Vaulx-en-Velin und spielte hier bis 2004, ehe er mit 12 Jahren in die Fußballakademie vom Olympique Lyon, auch kurz OL genannt, kam. Dort durchlief er die Jugendmannschaften und seit der Saison 2009/10 spielte er für die Zweitmannschaft vom Olympique Lyon (Olympique Lyon B).
Zur Saison 2012/13 rückte Ghezzal mit 20 Jahren in den Profikader des Vereins. Sein Pflichtspieldebüt für die Profis vom OL gab er am 4. Oktober 2012 in der Startelf beim 4:3-Auswärtssieg im Europapokal gegen Hapoel Ironi Kirjat Schmona. Über drei Wochen später gab Ghezzal beim 1:0-Heimsieg als Einwechselspieler gegen Stade Brest sein Erstligaprofidebüt in der Ligue 1. Nachdem Weggang des Mannschaftskollegen Michel Bastos im Januar 2013 etablierte er sich auf dem linken Flügelspiels vom OL. Woraufhin er im Folgemonat seine Torvorlagen- und Torpremiere für die OL-Profis gab. Die Saison 2013/14 versäumte er verletzungsbedingt wegen seines Rückens.
In der Saison 2015/16 gehörte Ghezzal in der ersten Saisonhälfte unter dem OL-Cheftrainer Hubert Fournier nicht zu den regelmäßigen Stammspielern. In der zweiten Saisonhälfte unter dem neuen Cheftrainer Bruno Génésio entwickelte er sich als rechter Flügelstürmer zum unangefochtenen Stammspieler und zu den Leistungsträgern der Mannschaft, indem er mit acht Torvorlagen in der Liga der beste Torvorlagengeber der Mannschaft war und zu den zehn besten Torvorlagengebern der Ligue-1-Saison angehörte. Damit trug er zur französischen Vizemeisterschaft und zur Direktqualifikation der UEFA Champions League 2016/17 bei. In der Folgesaison erreichte Ghezzal als Stammspieler und gemäß der UEFA zu „Europas Topspieler[n]“ gehörenden mit den Lyonern als Champions-League-Absteiger später das Halbfinale der UEFA Europa League. Der Halbfinaleinzug war der größte Vereinserfolg in der Europa-League-Historie vom Olympique Lyon.
Nach 119 Profi-Pflichtspieleinsätzen und seiner Vertragsauflösung beim OL wechselte Ghezzal im August 2017 nach Saisonbeginn 2017/18 zum amtierenden französischen Meister und Champions-League-Teilnehmer AS Monaco. Mit den Monegassen beendete er mehrheitlich als Einwechselspieler die Saison 2017/18 in der französischen Meisterschaft als Vizemeister und im französischen Ligapokal als Pokalfinalist jeweils hinter Paris Saint-Germain.

#### Wechsel ins Ausland
Nach einer Saison bei den Monegassen wechselte er im August 2018 zu Leicester City in die englische Premier League, wo er seinen Landsmann Riyad Mahrez ersetzen sollte. Sein Premier-League-Debüt gab er am 10. August 2018 bei der 1:2-Auswärtsniederlage gegen Manchester United. In der Saison 2018/19 fungierte er für Leicester City als Aus- und Einwechselspieler. Nach Saisonbeginn 2019/20 kam Ghezzal im August 2019 bei Leicester in der laufenden Saison zu keinem Einsatz. Woraufhin er nach Anfang September 2019 auf Leihbasis mit einer Kaufoption zum AC Florenz wechselte und debütierte dort im gleichen Monat für die Fiorentiner in der italienischen Serie A in Mailand gegen den AC Mailand. Bei den Fiorentinern kam er nicht über die Rolle des mehrheitlichen Einwechselspielers im eingesetzten zentralen und rechten Mittelfeld bzw. im Sturm hinaus. Im Laufe zum Saisonende 2019/20 wurde die Kaufoption nicht in Anspruch genommen, somit kehrte Ghezzal im Juli 2020 vor Saisonende zu Leicester City zurück.
Sein Status in Leicester aus der vergangenen Saison änderte sich nicht. Am letzten Tag der ersten Wechselperiode der Saison 2020/21 wechselte er am 5. Oktober 2020 auf Leihbasis ohne Kaufoption für den Rest der Saison zum türkischen Erstligisten Beşiktaş Istanbul. In der Süper Lig 2020/21 führte Ghezzal als Leistungsträger und Schlüsselspieler mit acht erzielten Toren und 17 Torvorlagen als erfolgreichster Scorer und Torvorlagengeber der Ligasaison seine Mannschaft zur knappen türkischen Ligameisterschaft, indem er unter anderem auch am letzten Spieltag im Mai 2021 den 2:1-Auswärts- bzw. Meisterschaftssieg per Strafstoß erzielte. Nach der Titelmeisterschaft gewann Ghezzal mit seinem Verein drei Tage später auch das türkische Pokalfinale 2021, somit erlangten sie das nationale Double. Danach kehrte er vorerst zu Leicester zurück. Im August 2021 einigten sich Leicester City und Beşiktaş Istanbul auf einen Transfer von Ghezzal, damit wechselte er fest zum Beşiktaş. In der Saison 2021/22 blieb er seinen Leistungen aus der vergangenen Saison zurück.

### Nationalmannschaften
Ghezzal war berechtigt Frankreich und Algerien zu repräsentieren. Im Mai 2013 wurde er zunächst für das Turnier von Toulon 2013 für die U20-Auswahl von Frankreich einberufen. In diesem Turnier trug er mit vier Einsätzen und einem erzielten Tor zum dritten Platz bei. Dennoch entschied er sich letztlich für Algerien aufzulaufen.
Anfang März 2015 wurde er erstmals in den Kader der algerischen A-Nationalmannschaft nominiert und gab am 26. März 2015 unter dem A-Nationaltrainer Algeriens Christian Gourcuff gegen Katar sein A-Länderspieldebüt. Sein erstes A-Länderspieltor erzielte er im März 2016 gegen Äthiopien. Er nahm zwischen 2015 und 2017 mit Algerien an den Qualifikationsturnieren zum Afrika-Cup 2017 und Weltmeisterschaft 2018 teil. Woraufhin Ghezzal als „Topspieler“ aus Europa mit der Nationalmannschaft für den Afrika-Cup 2017 in Gabun qualifizierte und schied dort mit seiner Mannschaft im Endturnier in der Gruppenphase als Gruppendritter aus. Im weiteren Jahr von 2017 bis 2020 nahm er an weiteren erfolgreichen Qualifikationen zu Afrika-Cups teil. Für den Afrika-Cup 2019 in Ägypten wurde er vom A-Nationaltrainer Djamel Belmadi für den Endturnierkader nicht berücksichtigt.

## Erfolge
- Olympique Lyon
  - B-Mannschaft
    - Französischer Amateurmeister der Reservemannschaften (CFA): 2010, 2011[1]

  - Profimannschaft
    - Französischer Superpokalsieger: 2012 (ohne Einsatz)[2]
    - Französischer Vizemeister (Ligue 1): 2014/15, 2015/16[10]

- AS Monaco
  - Französischer Ligapokalfinalist: 2017/18[5]
  - Französischer Vizemeister (Ligue 1): 2017/18[10]

- Beşiktaş Istanbul
  - Profimannschaft
    - Türkischer Meister (Süper Lig): 2020/21
    - Türkischer Pokalsieger: 2020/21[24]

  - Individuell
    - Bester Torvorlagengeber der Süper Lig: 2020/21 (17 Torvorlagen in 31 Ligaspielen)
    - Bester Scorer der Süper Lig: 2020/21 (25 Scorerpunkte in 31 Ligaspielen)
    - Ernannt in die Goldene Elf der Süper-Lig-Saison (beIN Sports): 2020/21[25]